# Pomezia
Pomezia és un municipi italià, situat a la regió del Laci i a la ciutat metropolitana de Roma Capital. L'any 2006 tenia 52.571 habitants.